# Tăng Khải Huyền
Tăng Khải Huyền hay Alice Tzeng (phồn thể: 曾愷玹; giản thể: 曾恺玹; bính âm: Zēng Kǎixuán; Wade–Giles: Tseng Kai-Hsuan) sinh ngày 22 tháng 4 năm 1984. Cô là nữ diễn viên được đề cử giải Kim Mã Đài Loan.

## Sự nghiệp
Alice ra mắt như một người mẫu và đóng vai chính trong một vài quảng cáo. Cô cũng xuất hiện trên chương trình giải trí Đài Loan Guess Guess Guess do Ngô Tông Hiến tổ chức.
Năm 2007, cô xuất hiện lần đầu tiên trong bộ phim Secret, một bộ phim của đạo diễn Jay Chou. Alice được chọn vào vai Qing Yi, được biết đến với cái tên 'sky', trong vai nữ diễn viên phụ, người đã phải lòng nhân vật chính, Diệp Tương Luân, do Châu Kiệt Luân thủ vai. Cô được đánh giá cao nhờ vẻ ngoài ngọt ngào và được đề cử Nữ diễn viên phụ xuất sắc nhất Giải thưởng Kim Mã lần thứ 44 năm 2007.
Alice đã tham gia một bộ phim Hồng Kông, "L for Love, L for Lies", với các bạn diễn Stephy Tang và Alex Fong. Kể từ đó, Gold Label Records, công ty sản xuất của bộ phim, đã ký hợp đồng với Alice cho một số bộ phim trong tương lai.
Alice cũng đã tham gia quảng cáo cho các sản phẩm chăm sóc tóc của Perts và Rejoice với Show Lo.

## Phim ảnh
| Năm  | Tiêu đề tiếng trung | Tiêu đề tiếng Anh                | Vai trò | Xưởng phim                     |
| ---- | ------------------- | -------------------------------- | ------- | ------------------------------ |
| 2007 | 說 的               | Bí Mật Không Thể Nói (2007)      | Sky     | Phim Cathay-Keris              |
| 2008 | 的 最愛             | L cho tình yêu L cho lời nói dối | Kei Kei | Giải trí Nhãn Vàng             |
| 2008 | Đạn đạo             |                                  |         |                                |
| 2008 | 親愛 的             | Tha thứ và quên đi               | Cằm     |                                |
| 2008 | Mất ngủ suốt đêm    |                                  |         |                                |
| 2009 |                     | YÊU                              |         |                                |
| 2012 | 3 + 7               | Làm mới 3 + 7                    | TBA     | Giải trí Trung Quốc Thượng Hải |
| 2012 | Điều ước thứ ba     |                                  |         |                                |

[2] [3]

## Phim truyền hình
| Năm  | Tiêu đề tiếng trung | Tiêu đề tiếng Anh      | Vai trò          | Mạng                  |
| ---- | ------------------- | ---------------------- | ---------------- | --------------------- |
| 2008 | 我 不               | Nguyên Lai Wo Bu Shuai | Cindy Xu         | FTV                   |
| 2009 | 星 的               | Xin Xing De Lei Quảng  | Yan Rui Shan     | PTS                   |
| 2010 | 下 的               | Vì bạn                 | Ceng Kai Xuân    | CTS                   |
| 2010 | 要 香               | Mùi hương của tình yêu | Minh Thiên Thanh | CTV                   |
| 2011 | 戀戀 阿里山         | Lian Lian Alishan      | Zeng Gia Vân     | CTI                   |
| 2011 | 幸福 蒲公英         | Tình yêu bồ công anh   | Lâm Gia Đồng     | Truyền hình tiếp theo |

## Video âm nhạc
- MV "知足" của Mayday
- MV "放手" của Vanness Wu
- MV "Crazy" của Alan Ke
- MV "永久 保存" của Jason Chan Pak Yu
- MV "勇敢 的" của 李翊君
- 2007 - MV "我 不配" (Tôi không xứng đáng) từ On the Run của Jay Chou
- 2008 - MV "王" với tên 苓 của Leo Ku
- MV "牽 牽 牽手" của Kenji Wu
- 2008 - MV "" từ Người đàn ông hợp thời của Show Lo
- MV "我" (Vai trò hát) của 安志杰
- MV "撒嬌" (Vai trò hát) của 愷